# Castillo El Bil Bil
El castillo El Bil Bil es un edificio situado en Benalmádena (Málaga, España), diseñado por el arquitecto Enrique Atencia. Su estilo neoárabe de enlucido rojo al exterior y decoración con azulejo y bajorrelieves lo han convertido en un icono del municipio y de la Costa del Sol.

## Descripción
El estilo neoárabe de este edificio tan singular, y que lo ha convertido en un referente del municipio, era bien conocido gracias a la literatura de viajes romántica desde el siglo XIX.
Este palacete con aspecto de fortaleza defensiva, de formas depuradas y cúbicas, se concibió estructuralmente a partir de un patio, alrededor del cual se distribuye el espacio arquitectónico. Su decoración, nos recuerda a la decoración de los palacios nazaríes de Comares y de los Leones; una decoración de azulejos, epigrafía, zócalos de lacería, rejas, celosías y yeserías; todos elementos fueron encargados a Antonio Santiesteban, conservador de la Alhambra, profesor de la escuela de Artes y Oficios y especialista en artesanía de tradición árabe granadina. Las puertas con triple arco de herradura, los jardines exteriores, las fuentes y palmeras (fruto de reformas posteriores) complementan su estilo oriental.

## Historia

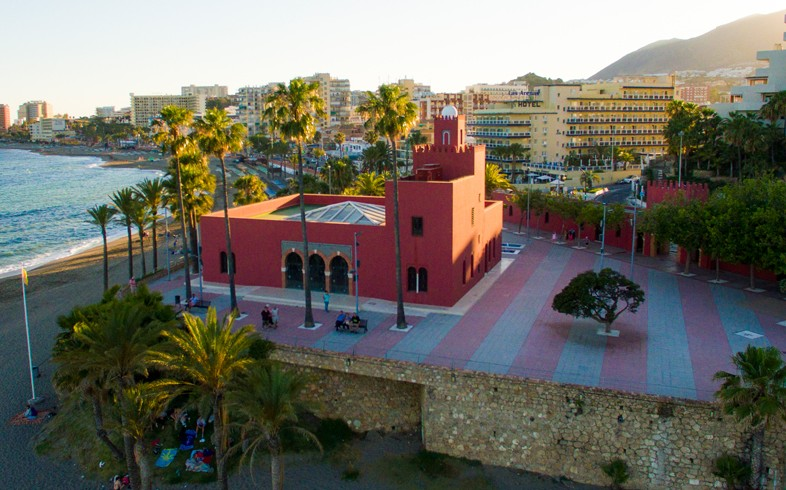
Castillo de "El Bil Bil"

La historia de este edificio se remonta los años 30 del siglo XX, cuando el matrimonio Hermann le encarga al arquitecto Enrique Atencia una simple “casa de baños” en el actual kilómetro 227 de la N-340, a la altura del municipio de Benalmádena. Por aquel entonces, la carretera aún no estaba asfaltada y se accedía al lugar por un camino que enlazaba con Arroyo de la Miel. Este matrimonio tenía especial vinculación con Málaga donde solían pasar grandes temporadas en una lujosa casa que Manuel Atencia había construido para ellos en el Paseo Miramar 16, de la zona residencial del Limonar. El Castillo se finalizará en 1936, sin embargo, los Hermann no pudieron habitarlo jamás ya que al estallido de la guerra civil española, el matrimonio regresa a Francia.
Se sabe que, el Castillo se iba a llamar Ben-Hassar o Ben Azahar, pero únicamente se realizó el diseño del rótulo de entrada al edificio. Una familia americana, los Schestrom, figuran como los segundos propietarios; compran el castillo y realizan mejoras, especialmente en los jardines. Los Schestroom son los que bautizan al edificio, con el nombre que aun hoy perdura como Castillo del Bil Bil. “Al parecer, este curioso apelativo vienen dado de las contracciones de los nombres de los propietarios: Elsa (El), la esposa; William (Bil), el esposo y, de nuevo William, (Bil)”
El edificio estuvo habitado cerca de 30 años por los Schestrom. Durante esos años, la costa sufrió un crecimiento vertiginoso de la construcción y el turismo; y el Castillo se vislumbraba como un pequeño oasis entre grandes edificios de cemento.
A finales de los años 70, el castillo fue vendido hasta que, fue adquirido por su último propietario, Gerard Saintmoux, un mercenario en el Congo Belga que había huido del Gobierno de Bélgica y se instaló en la Costa del Sol, donde llevó a cabo varios negocios relacionados con la construcción.
Durante su posesión, el Castillo y su jardín, estuvo en el más absoluto abandono, hasta que, en los años 80, siendo alcalde Enrique Bolín, se declara el terreno sobre el que estaba construido el Castillo como zona verde. Saintmoux, ante la imposibilidad de especular con el edificio, decide finalmente vendérselo al Ayuntamiento quien desde entonces lo convertirá en un Centro Cultural. Desde entonces, el Castillo ha sido restaurado en dos ocasiones, una en los años 80 y otra en los 90.

## Curiosidades
En el largometraje El coleccionista de cadáveres, rodado en 1967 y dirigido por Santos Alcocer aparece el Castillo de El-Bil-Bil como escenario de los crímenes.
La serie de televisión Toy Boy también muestra los exteriores del edificio, concretamente la puerta trasera acristalada.
También aparece en la película española "Cuidado con las señoras" del año 1968.